# 沖縄の成人式
沖縄の成人式（おきなわのせいじんしき）では沖縄県で実施されている成人式について述べる。

## 2005年
那覇市では新成人の約120人が県庁前広場で鏡開きやビール掛けなどをして暴れ警官とトラブルになる場面もあった。新成人は出身中学校ごとに統一した派手な色の羽織袴姿で大通りを練り歩き、那覇署は252人で警備に当たった。2トン車の荷台に人を乗せた新成人が道路交通法違反で違反切符を切られるということもあった。

## 2012年
那覇市で1月8日に実施された成人式では旗ざおを持ってオートバイに乗ったとして道路交通法違反で2名の逮捕者が出ている。国際通りでは20 - 30人の新成人が大声を張り上げながら路上を練り歩き警官と衝突する場面も見られた。その時の国際通りでは総勢335人の警官が警戒にあたっていた。同日にうるま市で実施された成人式でも新成人による暴走行為が見られ道路交通法違反での逮捕者が出ている。